# Tovariella pittieriana
Tovariella pittieriana är en svampart som beskrevs av Syd. 1930. Tovariella pittieriana ingår i släktet Tovariella, ordningen disksvampar, klassen Leotiomycetes, divisionen sporsäcksvampar och riket svampar.   Inga underarter finns listade i Catalogue of Life.